# Coriano
Coriano (romanyol nyelven Curièn) település Olaszországban, Emilia-Romagna régióban, Rimini megyében. Lakosainak száma 10 418 fő (2023. január 1.). Coriano Misano Adriatico, Montescudo-Monte Colombo, Riccione, Rimini, San Clemente, Domagnano, Faetano és Serravalle községekkel határos.

## Népesség
A település lakossága az elmúlt években az alábbi módon változott:
| Lakosok száma | 10 529 | 10 522 | 10 418 |
|               | 2017   | 2018   | 2023   |